# Ridgewayia flemingeri
Ridgewayia flemingeri is een eenoogkreeftjessoort uit de familie van de Pseudocyclopidae. De wetenschappelijke naam van de soort is voor het eerst geldig gepubliceerd in 1988 door Othman & Greenwood.